# Платонов, Алексей Трофимович
Алексей Трофимович Платонов (1 июня 1920 — 26 марта 2012) — живописец, заслуженный художник БАССР (1969).

## Биография
Алексей Трофимович Платонов родился в 1920 году в селе Альшеево (Раевка) Альшеевского района. В 1940 году окончил художественное отделение Уфимского театрально-художественного училища.
Живописец. Участник Великой Отечественной войны с 1941 по 1945 гг. Член Союза художников с 1955 г. Член КПСС. Заслуженный художник БАССР, 1969.
Вел большую общественную работу, с 1955 по 1957 годов — председатель правления Башкирского Союза художников. С 1952 по 1955 гг. — директор Башкирского государственного музея им. М. В. Нестерова. Член партбюро Башкирского Союза художников.
Умер 26 марта 2012 года в г. Уфе.
Произведений Платонова хранятся в собраниях музеев и картинных галерей: БГХМ м. М. В. Нестерова (Уфа) и частных коллекциях.

## Работы
Помощница, х. м , 1955. Вечер, х. м., 1955. Голуби, х. м., 1957. Горная Башкирия, х. м., 1960. Оттепель, х. м., 1961. Свежий ветер, х. м., 1961. Окрестности Белорецка, х. м., 1963. Село в горах, х. м., 1963. Жатва, х. м., 1964. Россыпи, х. м., 1965. Осень на Урале, х. м., 1965. Абзаново, х. м, 1965. 1905 год. Забастовка, х. м., 1967. «Шествие к коммунизму» — сграффито, Павловская ГЭС, (совместно с К. К. Терегуловым) (1967—1969).

## Выставки
- Республиканские, Уфа, с 1946 по 1959 гг. на всех; 1963, 1966, 1969, 1974, 1977.
- Декадная выставка произведений художников БАССР, Москва, 1955.
- Декадная выставка произведений художников БАССР, Москва, Ленинград, 1969.
- Зональные выставки «Урал социалистический»: Пермь, 1967; Челябинск, 1969.
- Выставка произведений художников БАССР, посвященная 100-летию со дня рождения В. И. Ленина, Ульяновск, 1970.
- Выставка произведений художников 3-х зон, Москва, 1971.
- Выставка произведений художников автономных республик РСФСР, Москва, 1971.
- Всероссийская художественная выставка «Советская Россия-3», Москва, 1967.
- Выставка произведений художников БАССР в ГДР, г. Галле, 1975.

## Награды
Орден Отечественной войны II степени (1985).